# Stadtschloss Biecz

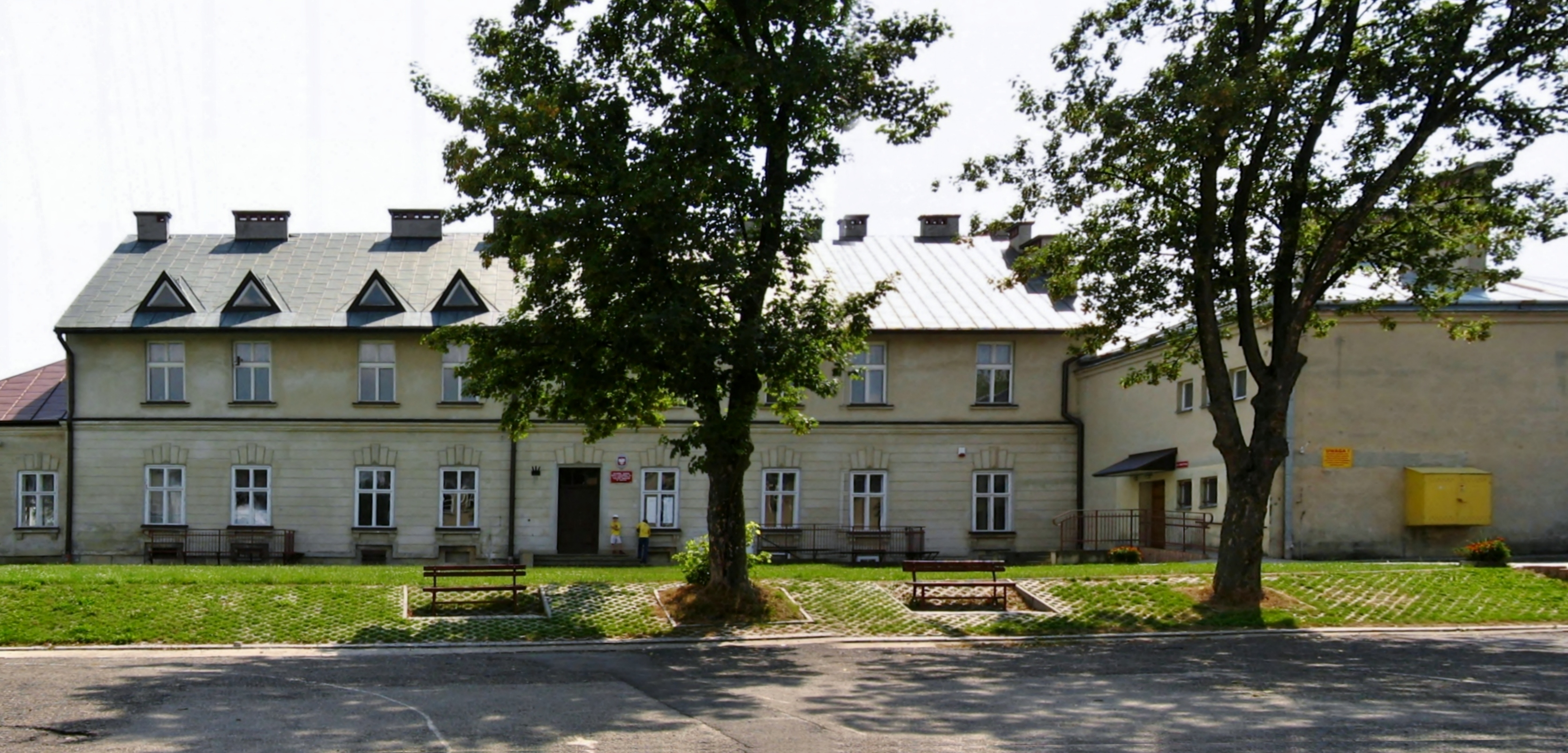
Stadtschloss Biecz

Das Stadtschloss Biecz (polnisch Gród starościński  w Bieczu) ist ein Stadtschloss in Biecz im Gorlice-Becken, einem Teil der Beskiden, in der polnischen Woiwodschaft Kleinpolen. Das Schloss liegt in der Altstadt von Biecz unweit des Flusses Ropa. 

## Geschichte
Das Stadtschloss wurde in den Jahren von 1500 bis 1506 als Sitz des Vogts von Biecz erbaut. 1641 wurde es als Schloss für den Starost und des Burggerichts im Barockstil ausgebaut. Von 1667 bis 1676 lebte hier der polnische Barockdichter Wacław Potocki. Nach 1783 verfiel das Schloss. Heute befindet sich darin ein Gymnasium.